# Gal mesedi
Gal mesedi je bil hetitski vojaški in uradniški naziv, ki je v dobesednem prevodu pomenil "načelnik kraljeve osebne straže".  Osebna straža (mesedi) hetitskega kralja  je štela dvanajst kopjanikov, položaj njihovega poveljnika pa je bil eden od najbolj prestižnih položajev v hetitskem kraljestvu.

## Zgodovina
Gal mesedi je bil odgovoren za osebno varnost hetitskega kralja. V večini primerov je bil član kraljeve družine, včasih tudi kraljev brat in naslednik. Takšen je bil na primer Hatušili III., ki je bil gal mesedi svojega brata Muvatalija II.
Gal mesediji so bili včasih tudi poveljniki samostojnih vojaških enot pod neposredno kraljevo jurisdikcijo.